# کاگواس، پورتوریکو
کاگواس (به انگلیسی: Caguas) یک منطقهٔ مسکونی در ایالات متحده آمریکا است که در پورتوریکو واقع شده‌است.
 کاگواس ۱۵۳٫۰۰ کیلومتر مربع مساحت و ۱۴۲٬۸۹۳ نفر جمعیت دارد و ۶۴٫۳ متر بالاتر از سطح دریا واقع شده‌است.

## خواهرخوانده
شهرهای هارتفورد، کنتیکت و سانتا فه (گرانادا) خواهرخوانده‌های کاگواس، پورتوریکو هستند.